# Stębark
Stębark [ˈstɛmbark] (deutsch Tannenberg) ist ein Dorf in der Gmina Grunwald (Gemeinde Grünfelde) im masurischen Powiat Ostródzki (Kreis Osterode in Ostpreußen) in der polnischen Woiwodschaft Ermland-Masuren.

## Geographische Lage
Das Dorf liegt in der Landschaft Ostpreußen, nordöstlich von Dąbrówno (Gilgenburg) und dem Großen Damerau-See sowie sechs Kilometer südöstlich des Dorfs Gierzwałd (Geierswalde).

## Geschichte

### Ortsgeschichte
Bekannt wurde der 1334 erstmals erwähnte Ort, der sich im ehemaligen Ostpreußen unweit der Grenze zum ehemaligen Westpreußen in den östlichen Ausläufern der Kernsdorfer Höhe befindet, zusammen mit seinem Nachbarort Grunwald (Grünfelde) durch die Schlacht bei Tannenberg von 1410, in der der Deutsche Orden eine Niederlage gegen ein vereintes Heer von Polen und Litauen erlitt, und durch die Schlacht bei Tannenberg von 1914, in der der Vormarsch der russischen Truppen gestoppt wurde. Im 19. Jahrhundert wurde aus der ersten Schlacht ein polnischer Nationalmythos. Die Gedenkstätte Grunwald wurde am 550. Jahrestag der Schlacht feierlich eingeweiht. In Erinnerung an die zweite Schlacht war ab 1924 das Tannenberg-Denkmal errichtet worden.
Am 7. Mai 1874 wurde Tannenberg Amtsdorf und damit namensgebend für einen Amtsbezirk im Kreis Osterode in Ostpreußen im Regierungsbezirk Königsberg (ab 1905: Regierungsbezirk Allenstein) der preußischen Provinz Ostpreußen. Eingegliedert waren sechs Kommunen, darunter der Gutsbezirk Tannenberg (mit dem Ortsteil Polko (nach 1933 Brandtshöhe, polnisch Pólko)) und die Landgemeinde Tannenberg. Am 14. Oktober 1908 gliederte man den Gutsbezirk in die Landgemeinde ein. Die Zahl ihrer Einwohner belief sich im Jahre 1910 auf 706.
Im Ersten Weltkrieg wurde im nahe gelegenen Hohenstein (polnisch Olsztynek) eine zweite so genannte Schlacht bei Tannenberg ausgetragen. Dabei wurde die russische 2. Armee unter General Samsonow von der deutschen 8. Armee eingekesselt und vernichtend geschlagen. Der deutsche Oberbefehlshaber Paul von Hindenburg setzte zur Überstrahlung der historischen Niederlage auch hierfür die Benennung nach Tannenberg durch.
Aufgrund der Bestimmungen des Versailler Vertrags stimmte die Bevölkerung im Abstimmungsgebiet Allenstein, zu dem Tannenberg gehörte, am 11. Juli 1920 über die weitere staatliche Zugehörigkeit zu Ostpreußen (und damit zu Deutschland) oder den Anschluss an Polen ab. In Tannenberg stimmten 360 Einwohner für den Verbleib bei Ostpreußen, auf Polen entfielen keine Stimmen.
Gegen Ende des Zweiten Weltkriegs wurde Tannenberg 1945 von der sowjetischen Besatzungsmacht mit dem gesamten südlichen Ostpreußen der Verwaltung der Volksrepublik Polen unterstellt. Dieser verwaltungsrechtliche Zustand wurde nach dem Potsdamer Abkommen beibehalten. Das Dorf erhielt die polnische Namensform „Stębark“. Die deutsche Bevölkerung wurde vertrieben. Das Dorf ist heute in die Gmina Grunwald (Landgemeinde Grünfelde) – mit Sitz in Gierzwałd (Geierswalde) – im Powiat Ostródzki (Kreis Osterode in Ostpreußen) eingegliedert, bis 1998 der Woiwodschaft Olsztyn, seither der Woiwodschaft Ermland-Masuren – mit Sitz in Olsztyn (Allenstein) – zugehörig. Im Jahre 2011 zählte Stębark 443 Einwohner.

### Ortsname
Bereits 1334 wurde der Ort als Tannenberge erstmals urkundlich erwähnt. 1426 wurde er schon als Sztambark bezeichnet, dann Stemberg 1508, Stangenberg 1570, Sztembark 1711, Stangenberg um 1790, Sztymbark 1882 und zuletzt als Sztymbark oder Stębark im Jahr 1946. Der Name des Ortes Stębark leitet sich vermutlich vom altgermanischen Wort Stange (das wie Sztem ausgesprochen wird) ab, sowie durch den Wandel des Wortteils -berg in mittelniederdeutsch -bark (ähnlich wie Tymbark (dt. Tannenberg), Szymbark, Szembark, Lidzbark usw.). Stębark bedeutet Stanges Berg.

### Gut Tannenberg

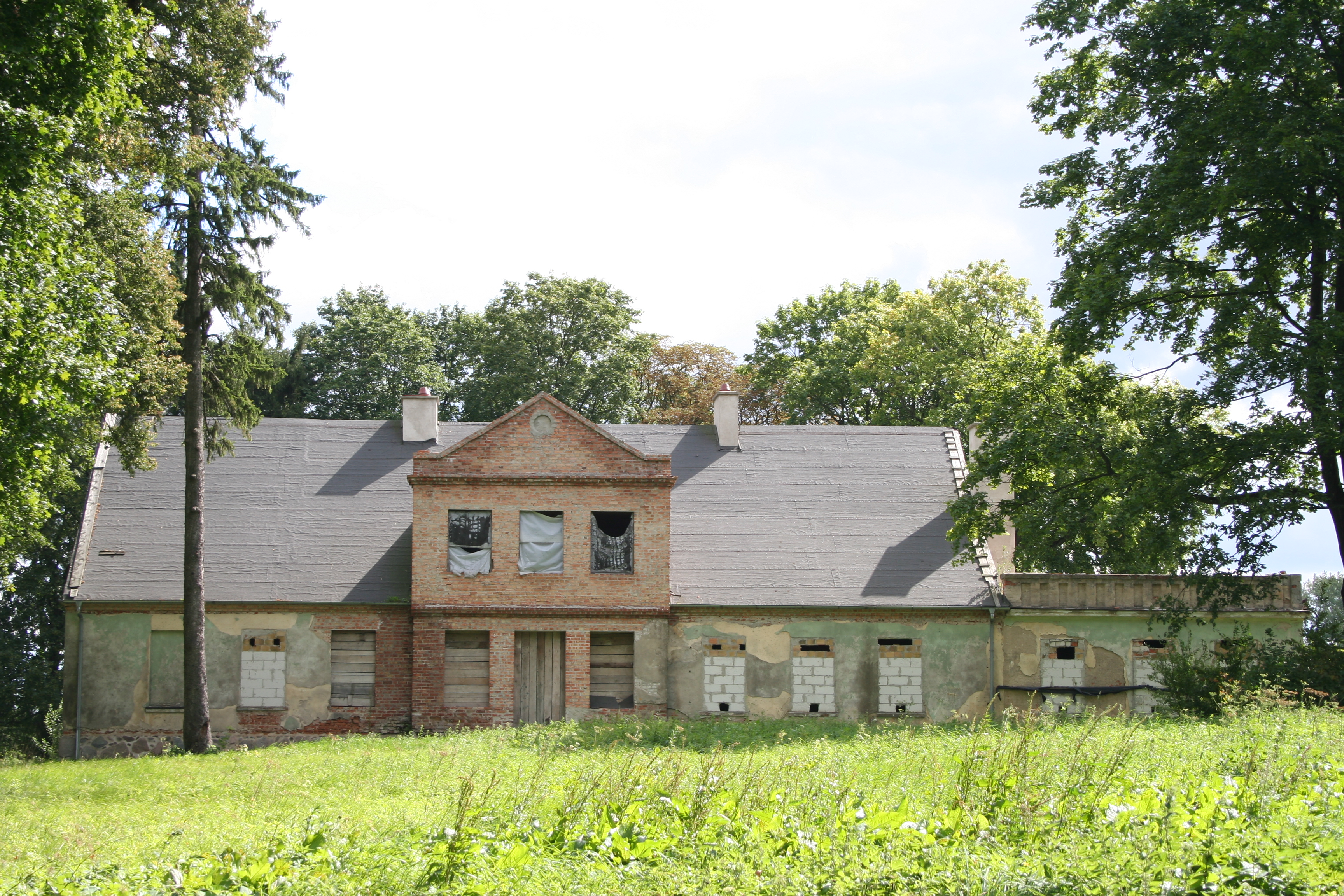
Ehemaliges Tannenberger Gutshaus in Stębark

Das Gut Tannenberg entstand bereits im 14. Jahrhundert. Lange Jahre war es im Besitz der Grafen Finck von Finckenstein in Gilgenburg (polnisch Dąbrówno). Andere Eigentümer waren die Familie von Brandt und Pagel. Zum Gut gehörte eine Brennerei.
Um die Wende 19./20. Jahrhundert wurde das Gutshaus mit seinen neun Fensterachsen errichtet. Der bauliche Zustand ist derzeit sehr marode. Eigentümerin ist eine staatliche Immobilien-Agentur. An dem an den Gutspark angrenzenden Wald hat sich der ehemalige Gutsfriedhof erhalten.

### Demographie
| Jahr | Einwohner | Anmerkungen |
| ---- | --------- | --- |
| 1780 | –         | adliges Dorf mit einer Kirche und 28 Feuerstellen (Haushaltungen)                                                                                      |
| 1818 | 120       | Dorf und Vorwerk, adlige Besitzung |
| 1852 | 313       | [ 11 ] |
| 1867 | 390       | am 3. Dezember, davon 176 im adligen Dorf und 214 im Gutsbezirk                                                                                        |
| 1871 | 410       | am 1. Dezember, davon 224 im adligen Dorf (204 Evangelische, neun Katholiken und elf Juden) und 186 im Gutsbezirk (171 Evangelische und 15 Katholiken) |
| 1900 | 450       | [ 13 ] |
| 1910 | 706       | [ 14 ] [ 15 ] |
| 1933 | 716       | [ 16 ] |
| 1939 | 666       | [ 16 ] |

### Amtsbezirk Tannenberg (1874–1945)
Zum Amtsbezirk Tannenberg gehörten ursprünglich sechs Orte:
| Deutscher Name   | Polnischer Name | Anmerkungen                                        |
| ---------------- | --------------- | -------------------------------------------------- |
| Grünfelde (LG)   | Grunwald        |                                                    |
| Grünfelde (GB)   |                 | 1928 in die Landgemeinde Grünfelde eingegliedert   |
| Ludwigsdorf (LG) | Łodwigowo       |                                                    |
| Ludwigsdorf (GB) |                 | 1908 in die Landgemeinde Ludwigsdorf eingegliedert |
| Tannenberg (LG)  | Stębark         |                                                    |
| Tannenberg (GB)  |                 | 1908 in die Landgemeinde Tannenberg eingegliedert  |

Am 1. Januar 1945 gehörten lediglich noch die drei Gemeinden Grünfelde, Ludwigsdorf und Tannenberg zum Amtsbezirk.

## Kirche

### Marienkapelle

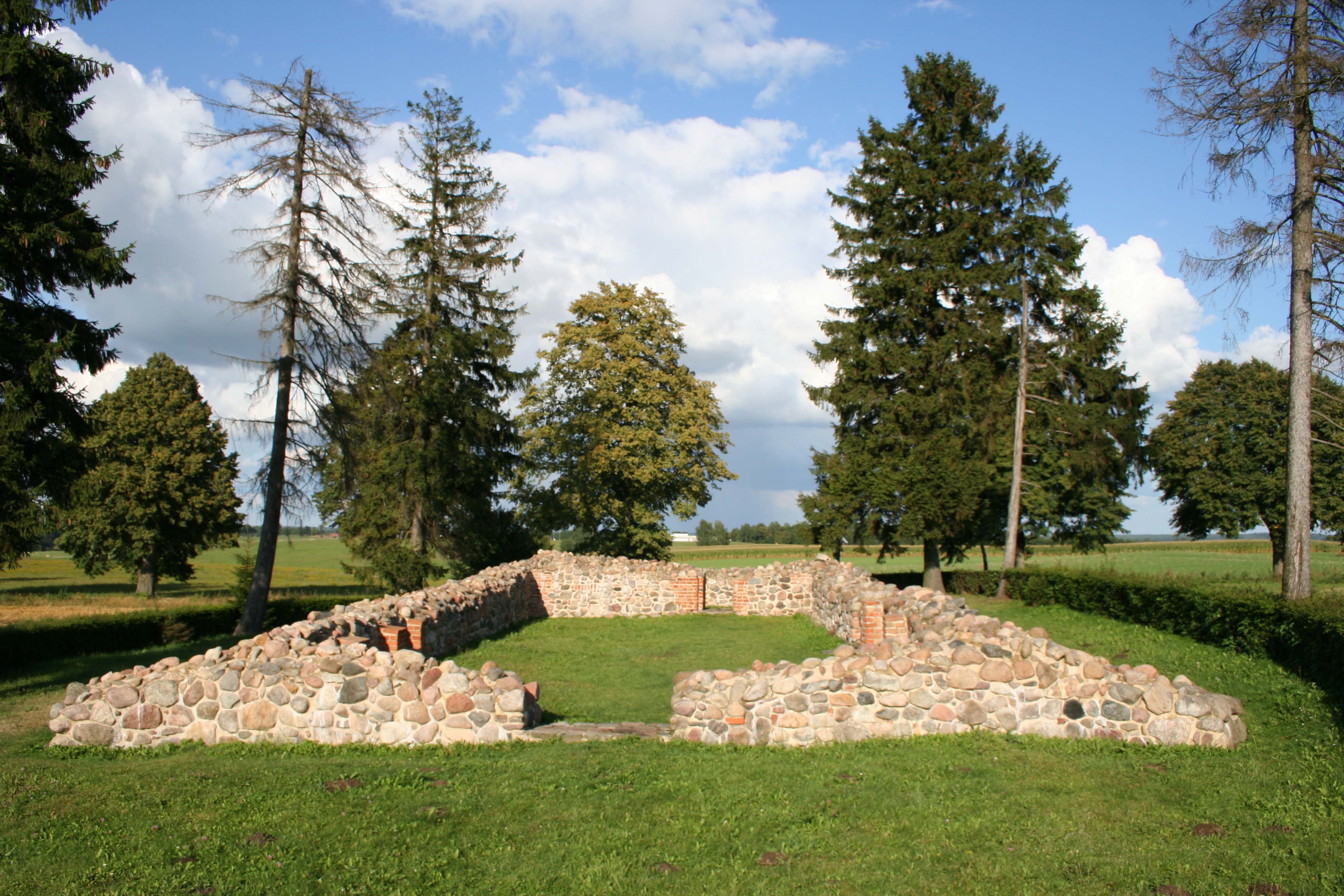
Freigelegte Ruinenreste der Marienkapelle

Der Hochmeister des Deutschen Ordens Heinrich von Plauen ließ zur Erinnerung an den in der Schlacht bei Tannenberg (1410) gefallenen Ulrich von Jungingen eine Kapelle errichten, die 1413 eingeweiht wurde. 1414 von polnischen Soldaten zerstört, wurde sie kurzfristig wieder aufgebaut und entwickelte sich zu einem Wallfahrtsort. Nach einer erneuten Zerstörung 1657 erlosch das Interesse an dem Bauwerk. 1945 wurden die Grundmauern der Kapelle freigelegt.

### Dorfkirche

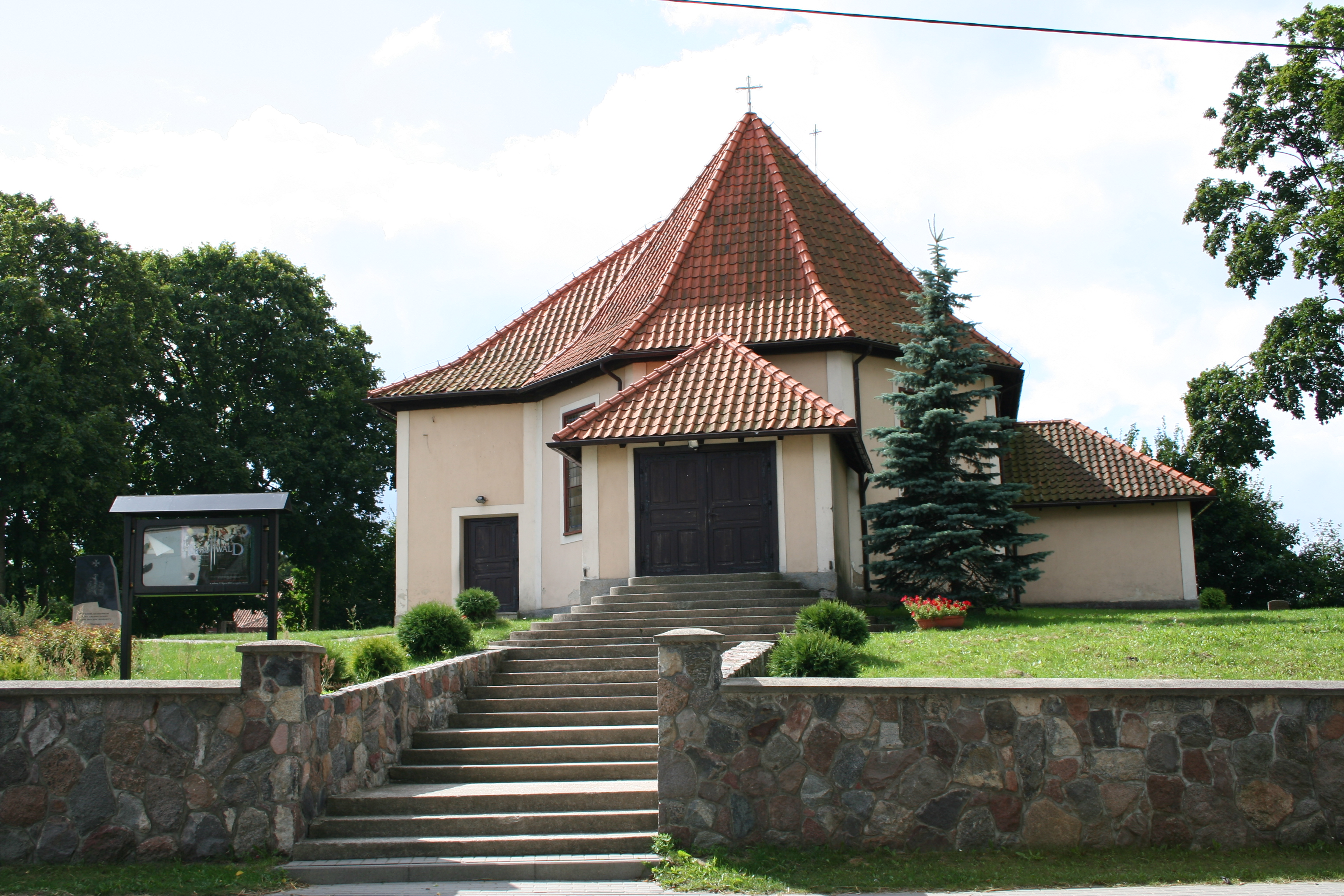
Dorfkirche in Stębark

In Tannenberg wurde 1681 die Dorfkirche in barockem Stil errichtet, die um 1800 ihr jetziges Aussehen erhielt und 1824 erneuert wurde. Es handelt sich um einen verputzten Bau mit dreiseitigem Schluss an beiden Enden und einem westlichen hölzernen Dachturm. 1909 fand eine Erweiterung der beiden Seiten statt. Bis 1945 ein evangelisches Gotteshaus, ist es heute eine römisch-katholische und der Hl. Dreifaltigkeit gewidmete Pfarrkirche.

#### Evangelische Kirchengemeinde
Bis 1945 war die Tannenberger Kirche ein evangelisches Gotteshaus, stets verbunden und zuletzt vereinigt mit der Nachbargemeinde in Mühlen (polnisch Mielno), in der auch der gemeinsame Pfarrer wohnte. 1925 zählte der Kirchensprengel Tannenberg 2126 Gemeindeglieder. Die Gemeinde gehörte zum Superintendenturbezirk Hohenstein (polnisch Olsztynek) im Kirchenkreis Osterode in Ostpreußen (Ostróda) innerhalb der Kirchenprovinz Ostpreußen der Kirche der Altpreußischen Union. Heute hier lebende Gemeindeglieder gehören zur Kirche in Olsztynek in der Pfarrei Olsztyn (Allenstein) in der Diözese Masuren der Evangelisch-Augsburgischen Kirche in Polen.

#### Römisch-katholische Pfarrgemeinde
Vor 1945 waren die römisch-katholischen Einwohner in der Region Tannenberg in die Kirche Thurau (polnisch Turowo) im Bistum Ermland eingegliedert. Aufgrund der Ansiedlung zahlreiches polnischer Neubürger wurde in Stębark eine Pfarrei errichtet und die bisher evangelische Kirche als der Hl. Dreifaltigkeit gewidmetes Gotteshaus in Besitz genommen. Sie gehört zum Dekanat Grunwald im jetzigen Erzbistum Ermland.

## Wappen

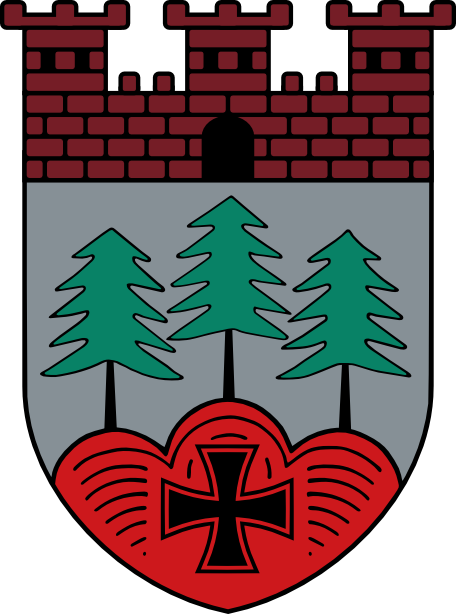
Wappen (1916–1945)

Das Wappen aus dem Jahre 1916 zeigt in Silber drei Tannen, darunter in rotem Felde das Eiserne Kreuz von 1914. Die dreitürmige rote Mauer mit schwarzem Tor über den Tannen weist auf das Denkmal hin.

## Verkehr

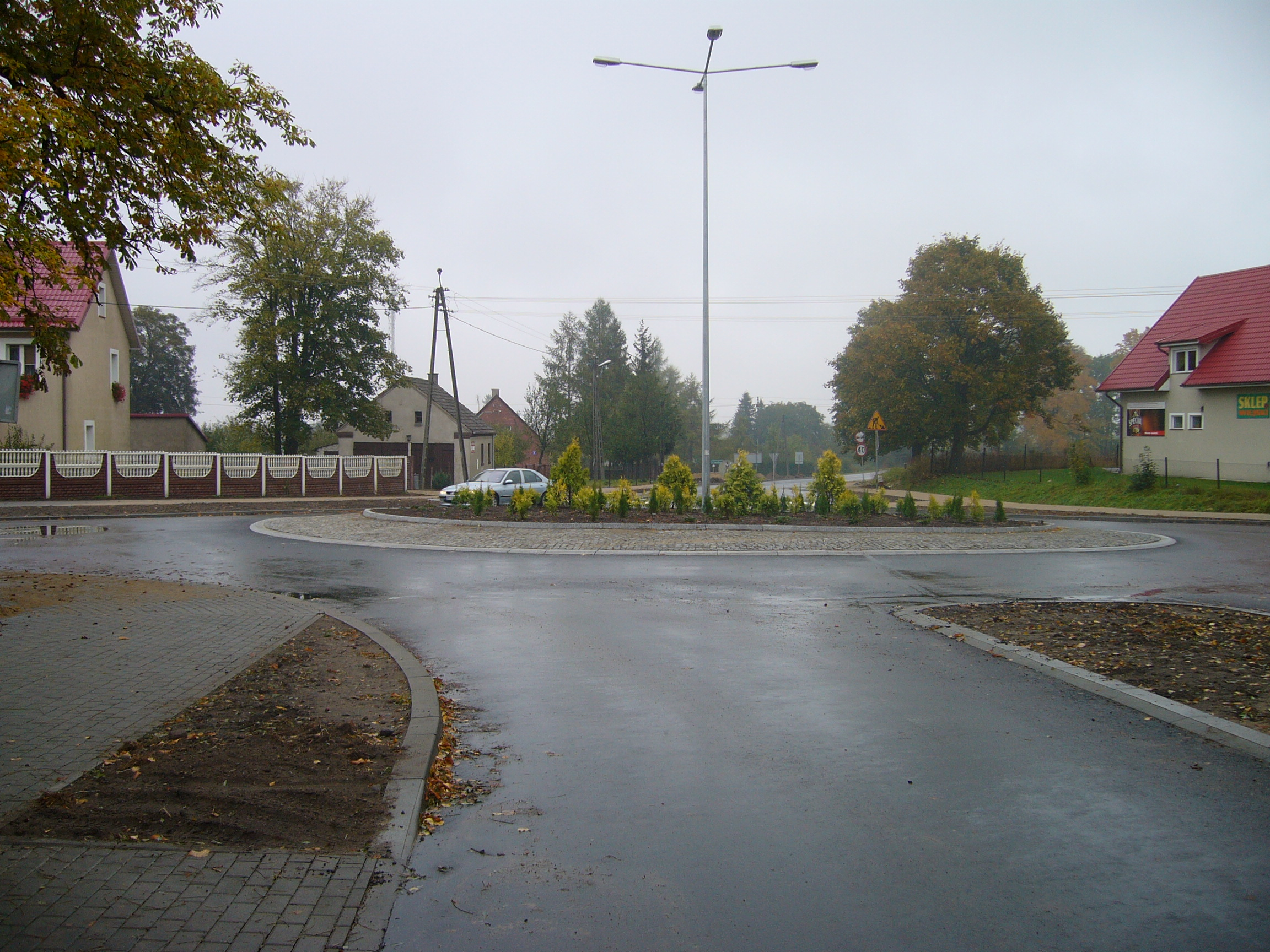
Straßenkreuzung im Zentrum von Stębark

Stębark liegt verkehrstechnisch günstig an der vielbefahrenen Woiwodschaftsstraße 537, die Lubawa (Löbau in Westpreußen) mit Pawłowo (Paulsgut) an der Schnellstraße 7 (Danzig-Warschau) verbindet. Mehrere Nebenstraßen aus der Nachbarregion enden zudem in Stębark. Eine Anbindung an den Bahnverkehr besteht nicht.

## Persönlichkeiten

### Aus dem Ort gebürtig
- August Geßler (* 19. Juli 1811 in Tannenberg), Jurist und Parlamentarier († nach 1882)
- Rudolf von Brandt (* 20. Juni 1835 in Tannenberg), Jurist, Landeshauptmann in Ostpreußen, Mitglied des Preußischen Herrenhauses († 1909)

### Mit dem Ort verbunden
- Ulrich von Jungingen (um 1360–1410), Hochmeister des Deutschen Ordens, starb am 15. Juli 1410 bei Tannenberg
- Kuno von Lichtenstein (1360–1410), Ritter und Großgebietiger des Deutschen Ordens, starb am 15. Juli 1410 bei Tannenberg
- Friedrich Salis (1880–1914), deutscher Historiker, starb am 26. August 1914 bei Tannenberg